# Tore Kullgren
Tore Hans Gustaf Kullgren, född 6 maj 1980 i Lidingö församling, Stockholms län, är en svensk TV-profil, som blev känd genom programmet FC Z.

## Biografi
Kullgren har studerat vid Kungliga Tekniska högskolan i Stockholm och har där läst på programmet Teknisk fysik.
Åren 2005–2007 medverkade Kullgren i FC Z, en dokusåpa som sändes på ZTV och TV6; i laget spelade han högermittfältare. Därutöver har Kullgren medverkat i andra TV-produktioner som Studio Virtanen, Sverige dansar och ler och Hål i väggen. Han har också lett formel 1-programmet Studio F1 tillsammans med Carolina Gynning.
Kullgren har medverkat i den japanskinspirerade showen Hjälp, jag är med i en japansk TV-show!, där han åkte ut i första avanittet. Han har också "grillat" sin forna tränare Glenn Hysén i programmet Grillad. Kullgren medverkade i TV3:s sångtävling Singing Bee, där han vann. Prispengarna gick till utbildning för barn i utvecklingsländer. Kullgren var en av deltagarna i andra säsongen av Realitystjärnorna på godset 2016. Han har medverkat i humorserien Dips på SVT i två säsonger åren 2018 och 2019.
I dag (2017) arbetar Kullgren som ståuppkomiker, och driver klubben Heart Comedy Club och poddradio-programmet Heart Comedy tillsammans med journalisten Leone Milton.